# Crypsinopsis enervis
Crypsinopsis enervis là một loài thực vật có mạch trong họ Polypodiaceae. Loài này được (Cav.) Pic. Serm. miêu tả khoa học đầu tiên năm 1977.